# Liste der Kulturgüter in Gsteigwiler
Die Liste der Kulturgüter in Gsteigwiler enthält alle Objekte in der Gemeinde Gsteigwiler im Kanton Bern, die gemäss der Haager Konvention zum Schutz von Kulturgut bei bewaffneten Konflikten, dem Bundesgesetz vom 20. Juni 2014 über den Schutz der Kulturgüter bei bewaffneten Konflikten sowie der Verordnung vom 29. Oktober 2014 über den Schutz der Kulturgüter bei bewaffneten Konflikten unter Schutz stehen.
Objekte der Kategorien A und B sind vollständig in der Liste enthalten, Objekte der Kategorie C fehlen zurzeit (Stand: 17. Februar 2024). Unter übrige Baudenkmäler sind geschützte Objekte zu finden, die im Bauinventar des Kantons Bern als «schützenswert» verzeichnet sind.

## Kulturgüter
| Foto | | Objekt                                                                 | Kat. | Typ | Standort                    | Beschreibung |
| ---- | --- | ---------------------------------------------------------------------- | ---- | --- | --------------------------- | --- |
| ja   | Datei hochladen · Wikidata zu Schynige Platte-Bahn (Q617181)                                                          | Schynige Platte-Bahn KGS-Nr.: 17032                                    | A    | G   | 636129 / 166799             | Das Objekt liegt auf den Gemeindegebieten von Gsteigwiler (KGS-Nr. 17032), Gündlischwand (KGS-Nr. 17033) und Wilderswil (KGS-Nr. 17034). |
| ja   | Datei hochladen · Wikidata zu Reformierte Kirche mit Pfarrhaus (Q1251221)                                             | Reformierte Kirche mit Pfarrhaus KGS-Nr.: 00926                        | B    | G   | Gsteig 1, 3 633195 / 168310 | Aus dem 12. Jahrhundert stammendes Kirchengebäude, bis zur Reformation dem Erzengel Michael geweiht. Geräumiges romanisches Kirchenschiff mit spätgotischen Masswerkfenstern. Der Chor wurde 1673 durch Abraham Dünz erhöht. Wertvolle Wandmalereien aus dem 14. bis 17. Jahrhundert. Daneben steht das 1714 erbaute Pfarrhaus, ein Putzbau mit geknicktem Viertelwalmdach und Ründe. |
| ja   | Datei hochladen · Wikidata zu Gedeckte Holzbrücke über die Lütschine nach Gsteigwiler - Teil Gsteigwiler (Q125774932) | Gedeckte Holzbrücke über die Lütschine nach Gsteigwiler KGS-Nr.: 01328 | B    | G   | Gsteig 633156 / 168305      | Die 1738/39 erbaute gedeckte Holzbrücke über die Lütschine an der Strasse nach Gsteigwiler ist eine kräftige Ständerkonstruktion mit quergestellten Streben. Sechs im Jahr 1961 unter die aus Holzbalken bestehende Fahrbahn gelegte Stahlträger entlasten das Tragwerk. Die Brüstungen sind mit vertikalen Brettern verschalt, der Dachstuhl mit den dekorativen Abhänglingen stellt eine besonders anspruchsvolle Zimmermannsarbeit dar. Das Objekt liegt hälftig auf Gemeindegebiet von Gsteigwiler (KGS-Nr. 01328) und Wilderswil (KGS-Nr. 01344). |

## Übrige Baudenkmäler
Hinweis: Anstelle der KGS-Nummer wird als Objekt-Identifikator (ID) die Grundstücksnummer verwendet.
| ID       | Foto |                 | Objekt                                                                     | Typ | Standort                          | Beschreibung |
| -------- | ---- | --------------- | -------------------------------------------------------------------------- | --- | --------------------------------- | ------------ |
| 1        | BW   | Datei hochladen | Pfarrhausbrunnen (18./19. Jh.)                                             | K   | Gsteig N.N. 2 633209 / 168369     |              |
| 1        | BW   | Datei hochladen | Pfrundscheune (1768)                                                       | G   | Gsteig 4 633231 / 168374          |              |
| 1        | BW   | Datei hochladen | Ofenhaus (18. Jh.)                                                         | G   | Gsteig 5 633187 / 168380          |              |
| 5        | BW   | Datei hochladen | Brunnen (nach 1872)                                                        | K   | Moos N.N. 633156 / 167247         |              |
| 33       | BW   | Datei hochladen | Käsespeicher (um 1800)                                                     | G   | Schürläger 213 634941 / 168125    |              |
| 71; 281  | BW   | Datei hochladen | Ehemaliges Bauernhaus (Mitte 17. Jh.)                                      | G   | Rüti 117, 118 633391 / 166973     |              |
| 91       | BW   | Datei hochladen | Wohnhaus (1897)                                                            | G   | Lindi 12b 633054 / 167295         |              |
| 107; 314 | BW   | Datei hochladen | Ehemaliges Bauernhaus (1780)                                               | G   | Gasse 61, 62 633332 / 167219      |              |
| 110      | BW   | Datei hochladen | Speicher (um 1820)                                                         | G   | Gasse 76a 633290 / 167201         |              |
| 206      | BW   | Datei hochladen | Ehemaliges Bauernhaus (um 1800)                                            | G   | Gasse 39 633253 / 167194          |              |
| 250; 329 | BW   | Datei hochladen | Ehemaliges Bauernhaus (2. Hälfte 18. Jh.)                                  | G   | Im Garten 94, 95 633309 / 167095  |              |
| 287      | BW   | Datei hochladen | Ehemaliges Bauernhaus (um 1800)                                            | G   | Rüti 119 633409 / 166951          |              |
| 326; 415 | BW   | Datei hochladen | Ehemaliges Bauernhaus (Ende 18. Jh.)                                       | G   | Halten 92, 93 633303 / 167109     |              |
| 373      | BW   | Datei hochladen | Wohnhaus (1907)                                                            | G   | Bühl 16b 633026 / 167169          |              |
| 414      | BW   | Datei hochladen | Ehemaliges Bauernhaus (um 1800)                                            | G   | Gasse 74 633316 / 167206          |              |
| 641      | ja   | Datei hochladen | Unter- und Oberbauten des Gleistrassees der Schynige Platte-Bahn (1891/92) | G   | Bahnareal N.N. 632959 / 167802    |              |
| 641      | BW   | Datei hochladen | Gleichrichterstation (1914)                                                | G   | Fliesau 163a 632951 / 167726      |              |
| 668      | BW   | Datei hochladen | Aborthaus der Schynige-Platte-Bahn (1892)                                  | G   | Breitlauenen 220b 634955 / 167702 |              |
| 683      | BW   | Datei hochladen | Brunnen (nach 1872)                                                        | K   | Beim Brunnen N.N. 633209 / 167169 |              |
| 683      | BW   | Datei hochladen | Brunnen (nach 1872)                                                        | K   | Buchenstutz N.N. 633480 / 166531  |              |
| 683      | BW   | Datei hochladen | Brunnen (nach 1872)                                                        | K   | Im Garten N.N. 633307 / 167061    |              |
| 683      | BW   | Datei hochladen | Brunnen (nach 1872)                                                        | K   | Rüti N.N. 633396 / 166921         |              |
| 690      | BW   | Datei hochladen | Brunnen (nach 1872)                                                        | K   | Gasse N.N. 633297 / 167205        |              |
| 710      | BW   | Datei hochladen | Bauernhaus (frühes 19. Jh.)                                                | G   | Buchenstutz 132 633520 / 166577   |              |